# Bert Gozems
Bert Gozems (18 juni 1956) is een Nederlands voormalig betaald voetballer. Hij stond bekend als een snelle, balvaardige buitenspeler, die zowel aan de rechter- als aan de linkerkant goed uit de voeten kon. Hij stond het grootste gedeelte van zijn loopbaan onder contract bij FC Utrecht waar hij scoorde in zijn debuutwedstrijd tegen Telstar. Met diezelfde ploeg speelde hij in 1981 mee in de UEFAcup-wedstrijd tegen HSV uit Duitsland. In de thuiswedstrijd op " neutraal" bij Vitesse in Arnhem liep de wedstrijd tegen HSV, dat toen werd getraind door Ernst Happel, volledig uit de hand. FC. Utrecht werd hiervoor flink gestraft door de UEFA.
In het seizoen 1980/81 werd hij uitgeleend aan FC Den Bosch '67. Met die club bereikte hij de nacompetitie. In 1982 werd hij verkocht aan Willem II. In het seizoen 1983/84 maakte hij tegen FC Groningen het allereerste doelpunt van de nieuwe competitie. De laatste twee jaar van zijn loopbaan als betaald voetballer kwam hij uit voor FC Wageningen. In de wedstrijd FC Wageningen - RBC zorgde Gozems voor een unieke hattrick door drie strafschoppen te benutten in een tijdsbestek van veertien minuten. Aan het eind van het seizoen 1984/85 liep hij een ernstige knieblessure op. In 1986 speelde hij in de uitwedstrijd tegen RBC zijn laatste wedstrijd in het betaalde voetbal. Hij speelde in totaal 
237 wedstrijden in het betaalde voetbal en scoorde daarin 46 doelpunten.

## Overzicht clubcarrière
| Seizoen  | Club             | Competitie     | Wedstrijden | Doelpunten |
| -------- | ---------------- | -------------- | ----------- | ---------- |
| 1976-'80 | FC Utrecht       | Eredivisie     | 73          | 14         |
| 1980-'81 | FC Den Bosch '67 | Eerste divisie | 41          | 8          |
| 1981-'82 | FC Utrecht       | Eredivisie     | 21          | 1          |
| 1982-'84 | Willem II        | Eredivisie     | 54          | 11         |
| 1984-'86 | FC Wageningen    | Eerste divisie | 48          | 12         |